# L'Hospitalet Pioners 2017
Questa voce raccoglie le informazioni riguardanti i L'Hospitalet Pioners nelle competizioni ufficiali della stagione 2017.

## Maschile

### LNFA Serie B 2017

#### Stagione regolare
| 22 gennaio 2017, ore 12:00 | L'Hospitalet Pioners | 33 – 0 referto | Coyotes de Santurtzi |  |

| 28 gennaio 2017, ore 17:00 | Las Rozas Black Demons | 19 – 17 referto | L'Hospitalet Pioners |  |

| 12 febbraio 2017, ore 12:00 | L'Hospitalet Pioners | 19 – 35 referto | Gijón Mariners |  |

| 5 marzo 2017, ore 12:30 | Barcelona Búfals | 18 – 23 referto | L'Hospitalet Pioners |  |

| 12 marzo 2017, ore 11:00 | Coyotes de Santurtzi | 3 – 7 referto | L'Hospitalet Pioners |  |

| 25 marzo 2017, ore 17:00 | L'Hospitalet Pioners | 27 – 28 referto | Las Rozas Black Demons |  |

| 1º aprile 2017, ore 16:00 | Gijón Mariners | 19 – 22 referto | L'Hospitalet Pioners |  |

| 30 aprile 2017, ore 12:00 | L'Hospitalet Pioners | 37 – 14 referto | Barcelona Búfals |  |

#### Playoff
| 13 maggio 2017, ore 17:00 | Osos de Rivas | 10 – 14 referto | L'Hospitalet Pioners |  |

| 27 maggio 2017, ore 17:00 | Las Rozas Black Demons | 41 – 27 referto | L'Hospitalet Pioners |  |

### Statistiche di squadra
| Competizione      | %Vittorie | In casa | In casa | In casa | In casa | In casa | In casa | In trasferta | In trasferta | In trasferta | In trasferta | In trasferta | In trasferta | Totale | Totale | Totale | Totale | Totale | Totale |
| Competizione      | %Vittorie | G       | V       | N       | P       | Pf      | Ps      | G            | V            | N            | P            | Pf           | Ps           | G      | V      | N      | P      | Pf     | Ps     |
| ----------------- | --------- | ------- | ------- | ------- | ------- | ------- | ------- | ------------ | ------------ | ------------ | ------------ | ------------ | ------------ | ------ | ------ | ------ | ------ | ------ | ------ |
| Stagione regolare | .625      | 4       | 2       | 0       | 2       | 116     | 77      | 4            | 3            | 0            | 1            | 69           | 59           | 8      | 5      | 0      | 3      | 185    | 136    |
| Playoff           | .500      | 0       | 0       | 0       | 0       | 0       | 0       | 2            | 1            | 0            | 1            | 41           | 51           | 2      | 1      | 0      | 1      | 41     | 51     |
| Totale            | .600      | 4       | 2       | 0       | 2       | 116     | 77      | 6            | 4            | 0            | 2            | 110          | 110          | 10     | 6      | 0      | 4      | 226    | 187    |

## Femminile

### LNFA Femenina 2017

#### Stagione regolare
| 15 gennaio 2017, ore 12:00 | L'Hospitalet Pioners | 12 – 16 referto | Barcelona Búfals |  |

| 5 febbraio 2017, ore 15:00 | Badalona Dracs | 0 – 20 referto | L'Hospitalet Pioners |  |

| 11 febbraio 2017, ore 16:00 | Barberá Rookies | 46 – 6 referto | L'Hospitalet Pioners |  |

| 26 febbraio 2017, ore 15:00 | L'Hospitalet Pioners | 6 – 8 referto | Terrassa Reds |  |

| 5 marzo 2017, ore 10:00 | Barcelona Búfals | 6 – 37 referto | L'Hospitalet Pioners |  |

| 23 aprile 2017, ore 12:00 | L'Hospitalet Pioners | 12 – 27 referto | Barberá Rookies |  |

| 29 aprile 2017, ore 11:00 | L'Hospitalet Pioners | 44 – 0 referto | Badalona Dracs |  |

| 7 maggio 2017, ore 12:00 | Terrassa Reds | 12 – 31 referto | L'Hospitalet Pioners |  |

### Statistiche di squadra
| Competizione            | %Vittorie | In casa | In casa | In casa | In casa | In casa | In casa | In trasferta | In trasferta | In trasferta | In trasferta | In trasferta | In trasferta | Totale | Totale | Totale | Totale | Totale | Totale |
| Competizione            | %Vittorie | G       | V       | N       | P       | Pf      | Ps      | G            | V            | N            | P            | Pf           | Ps           | G      | V      | N      | P      | Pf     | Ps     |
| ----------------------- | --------- | ------- | ------- | ------- | ------- | ------- | ------- | ------------ | ------------ | ------------ | ------------ | ------------ | ------------ | ------ | ------ | ------ | ------ | ------ | ------ |
| LNFAF Stagione regolare | .500      | 4       | 1       | 0       | 3       | 74      | 51      | 4            | 3            | 0            | 1            | 94           | 64           | 8      | 4      | 0      | 4      | 168    | 115    |
| Totale                  | .500      | 4       | 1       | 0       | 3       | 74      | 51      | 4            | 3            | 0            | 1            | 94           | 64           | 8      | 4      | 0      | 4      | 168    | 115    |